# SC Cambuur in het seizoen 1966/67
Het seizoen 1966/1967 was het derde jaar in het bestaan van de Leeuwardense betaaldvoetbalclub SC Cambuur. De club kwam uit in de Eerste divisie en eindigde daarin op de vierde plaats. Tevens deed de club mee aan het toernooi om de KNVB beker, hierin werd in de eerste ronde verloren van ADO (0–1).

## Wedstrijdstatistieken

### Eerste divisie
|       | Alkmaar '54 | Blauw-Wit | FC Den Bosch/BVV | D.F.C. | DHC '66 | SC Drente | Eindhoven | De Graafschap | Heracles | Holland Sport | N.E.C. | RBC   | RCH   | SVV   | Velox | Vitesse | Volendam | De Volewijckers | FC Zaanstreek |
| ----- | ----------- | --------- | ---------------- | ------ | ------- | --------- | --------- | ------------- | -------- | ------------- | ------ | ----- | ----- | ----- | ----- | ------- | -------- | --------------- | ------------- |
| Thuis | 1 – 1       | 1 – 0     | 2 – 1            | 3 – 1  | 2 – 1   | 3 – 3     | 2 – 0     | 3 – 0         | 0 – 0    | 2 – 0         | 0 – 1  | 1 – 0 | 2 – 0 | 2 – 1 | 1 – 1 | 4 – 1   | 1 – 1    | 2 – 1           | 1 – 1         |
| Uit   | 1 – 0       | 2 – 0     | 2 – 1            | 3 – 3  | 1 – 1   | 1 – 1     | 2 – 4     | 3 – 0         | 0 – 2    | 1 – 0         | 1 – 0  | 0 – 0 | 1 – 1 | 0 – 3 | 2 – 3 | 1 – 1   | 1 – 1    | 2 – 1           | 3 – 4         |

### KNVB beker
| 1e ronde                                       | SC Cambuur | 0 – 1 Na verlenging | ADO               |
| 2 april 1967 Plaats: Leeuwarden Cambuurstadion |            |                     | 92' Henk Houwaart |

## Statistieken SC Cambuur 1966/1967

### Eindstand SC Cambuur in de Nederlandse Eerste divisie 1966 / 1967
| Stand | Gespeeld | Gewonnen | Gelijk | Verloren | Punten | Doelpunten voor | Doelpunten tegen |
| ----- | -------- | -------- | ------ | -------- | ------ | --------------- | ---------------- |
| 4e    | 38       | 17       | 13     | 8        | 47     | 59              | 41               |

### Topscorers
| #                 | Naam             | Goal |
| ----------------- | ---------------- | ---- |
| 1.                | Dirk Roelfsema   | 22   |
| 2.                | Henny Weering    | 11   |
| 3.                | Henny Hendriksen | 8    |
| 4.                | Pier Alma        | 5    |
| 5.                | Eise Bosma       | 3    |
| 5.                | Jappie Mulder    | 3    |
| 7.                | Herman Mengerink | 2    |
| 8.                | Henk Hartkamp    | 1    |
| 8.                | Piet van der Lei | 1    |
| 8.                | Hans Sigmond     | 1    |
| 8.                | Johan Wieringa   | 1    |
| Onbekend doelpunt |                  |      |
| –                 | Onbekend         | 1    |
| Totaal            | Totaal           | 59   |

| #      | Naam        | Goal |
| ------ | ----------- | ---- |
| –      | Geen speler | 0    |
| Totaal | Totaal      | 0    |

## Voetnoten
Alkmaar '54 ·
Blauw-Wit ·
Cambuur ·
FC Den Bosch/BVV ·
D.F.C. ·
DHC '66 ·
SC Drente ·
Eindhoven ·
De Graafschap ·
Heracles ·
Holland Sport ·
N.E.C. ·
RBC ·
RCH ·
SVV ·
Velox ·
Vitesse ·
Volendam ·
De Volewijckers ·
FC Zaanstreek